# بورگو سان دالماتزو
بورگو سان دالماتزو (به ایتالیایی: Borgo San Dalmazzo)(به زبان اوکسیطانی بورگو لو بورگ سانت دالماتز، به زبان پیمونته‌ای ایل بورگ سان دالمس یا ایل بورگ) یک کومونه ایتالیایی با ۱۱٬۲۵۶ نفر جمعیت است که در استان کونه، منطقه پیمونت قرار دارد. این شهر در ارتفاع ۶۴۵ متر از سطح دریا واقع شده و مساحت آن ۲۲ کیلومتر مربع است.
از جمله مکان‌های جالب توجه این شهر می‌توان به کلیساهای مختلف اشاره کرد: سان دالماتزو (از قرن هجدهم)، confraternidad دی سان خوآن دِکولاتو، کلیسای سانتا آنا، کلیسای سان روکو، کلیسای سان ماگنو و پناهگاه ویارجن دی مونسرات.
شهر همچنین مقر باشگاه راگبی پدونا است که تنها باشگاه راگبی در استان کونه است که در مسابقات قهرمانی بین‌منطقه‌ای سری C ایتالیا شرکت می‌کند.
مدیریت کومونه از مه ۲۰۰۷ تحت سرپرستی پیِرپائولو وارونه قرار دارد.
در تاریخ ۶ اوت ۱۱۶۲، رامون برنگر چهارم، کنت بارسلونا و پرنس آراگون، که قرار بود در تورین با امپراتور فریدریش بارباروسا ملاقات کند، در بورگو سان دالماتزو درگذشت.